# 캠던 마켓

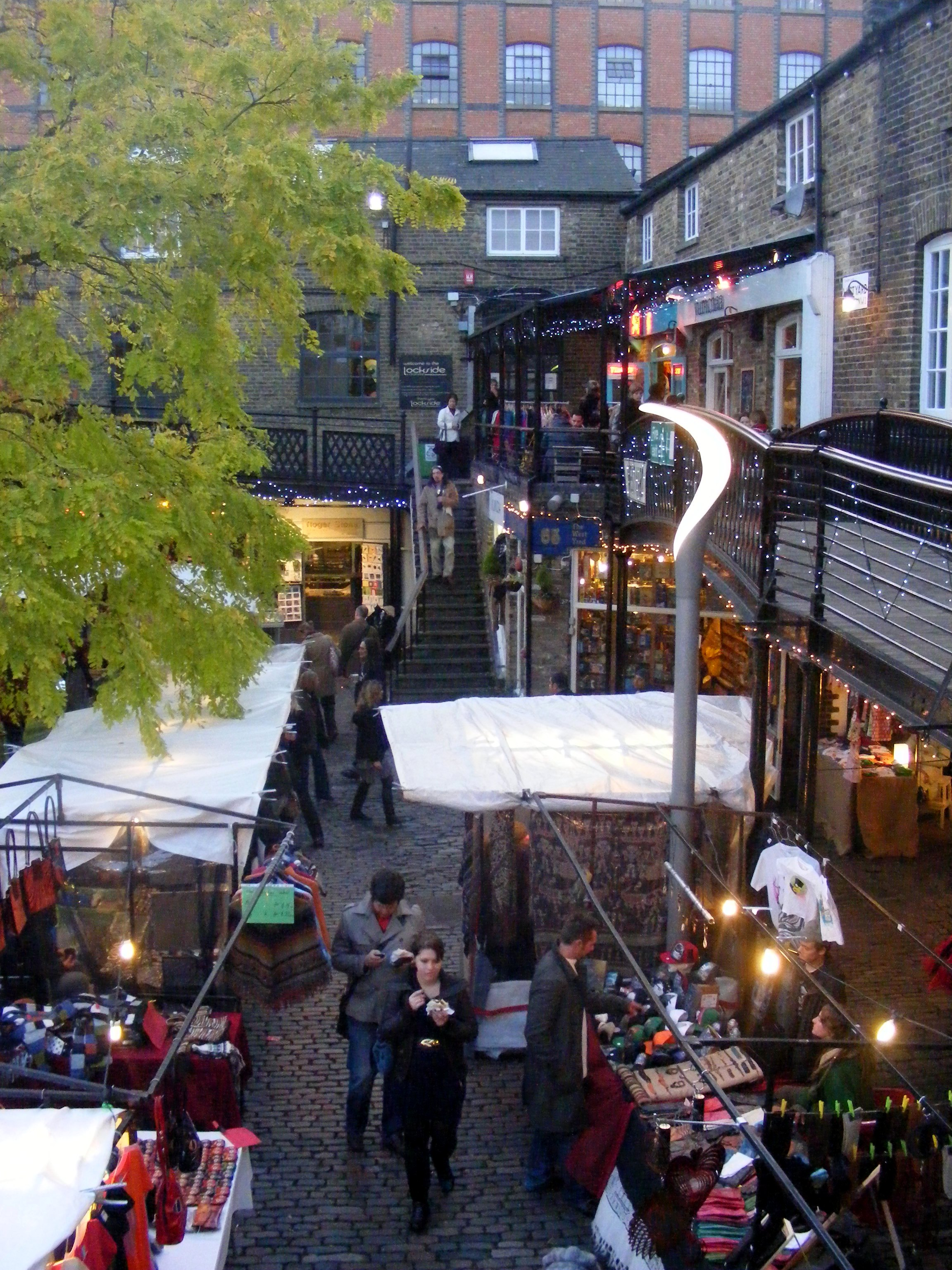
캠던 록 마켓

캠던 마켓(영어: Camden Market)은 잉글랜드 런던 캠던타운 지역에 있는 여러 시장의 총칭이다. 매주 25만명이 찾는 런던의 인기 관광지 중 하나이다.

## 같이 보기
- 포토벨로로드